# 異色紋胸鮡
異色紋胸鮡，為輻鰭魚綱鯰形目鮡科的其中一種，為亞熱帶淡水魚類，分布於亞洲中國怒江流域，體長可達10.3公分，棲息在底層水域，生活習性不明。

## 扩展阅读
維基物種上的相關：異色紋胸鮡